# Silice (Varmia y Masuria)
Silice [pronunciación en polaco: /ɕiˈlit͡sɛ/] (en alemán: Quidlitz) es un pueblo en el distrito administrativo de Gmina Purda, dentro del Distrito de Olsztyn, Voivodato de Varmia y Masuria, en el norte de Polonia. Se encuentra a unos 8 kilómetros al noroeste de Purda y 9 kilómetros al este de la capital regional, Olsztyn. Se encuentra dentro de la región histórica de Varmia.